# Marcantonio Colonna (cardinale XVI secolo)
Marcantonio Colonna (Roma, 1523 – Zagarolo, 13 marzo 1597) è stato un cardinale e arcivescovo cattolico italiano.

## Biografia
Figlio dei nobili romani Camillo e Vittoria Colonna, si sottopose sin dalla giovinezza alla direzione spirituale del francescano Felice Peretti (il futuro papa Sisto V) e studiò filosofia e teologia.
Intrapresa la carriera ecclesiastica, ottenne numerosi benefici, tra cui la nomina ad abate commendatario di Subiaco (1559): nel 1560 venne eletto arcivescovo di Taranto, e in tal veste prese parte ad alcune sessioni del concilio di Trento, tra il 1562 ed il 1563; venne in seguito trasferito alla sede metropolitana di Salerno (1568).
Fu innalzato al cardinalato da papa Pio IV nel concistoro del 12 marzo 1565: fu cardinale prete del titolo dei Santi XII Apostoli e poi di quelli di San Pietro in Vincoli e di San Lorenzo in Lucina; passò infine all'ordine dei cardinali-vescovi ed ottenne la sede suburbicaria di Palestrina.
Nel 1574 abbandonò il governo della sua diocesi e si stabilì a Roma dove prestò servizio presso la Curia: fu prefetto della Congregazione dell'Indice, cardinal legato nelle Marche e poi nelle province di Campagna e Marittima. Dal 9 gennaio 1579 all'8 gennaio 1580 fu Camerlengo del Sacro Collegio. Nel 1591 fu messo a capo della Biblioteca Apostolica Vaticana.
Morì a Zagarolo nel 1597 e fu sepolto nella locale chiesa dei frati francescani.

## Conclavi
Durante il periodo del suo cardinalato, Marco Antonio Colonna partecipò a tutti i conclavi che ebbero luogo:
- conclave del 1565-1566, che elesse papa Pio V
- conclave del 1572, che elesse papa Gregorio XIII
- conclave del 1585, che elesse papa Sisto V
- conclave del settembre 1590, che elesse papa Urbano VII
- conclave dell'ottobre-dicembre 1590, che elesse papa Gregorio XIV
- conclave del 1592, che elesse papa Clemente VIII

## Successione apostolica
La successione apostolica è:
- Arcivescovo Lelio Giordano (1570)
- Vescovo César Alamagna Cardona (1572)

## Ascendenza
|                        |   |                                        | Genitori                             |  |  | Nonni |  |  | Bisnonni         |  |  | Trisnonni                               |  |
|                        |   |                                        |                                      |  |  |       |  |  | Girolamo Colonna |  |  | Antonio Colonna, II principe di Salerno |  |
|                        |   |                                        |                                      |  |  |       |  |  | Girolamo Colonna |  |  | Antonio Colonna, II principe di Salerno |  |
|                        |   | …                                      |                                      |  |  |       |  |  | Girolamo Colonna |  |  |                                         |  |
| Marcello Colonna       |   |                                        |                                      |  |  |       |  |  | Girolamo Colonna |  |  |                                         |  |
|                        |   | Vittoria Conti                         | …                                    |  |  |       |  |  |                  |  |  |                                         |  |
|                        |   | Vittoria Conti                         | …                                    |  |  |       |  |  |                  |  |  |                                         |  |
|                        |   | Vittoria Conti                         | …                                    |  |  |       |  |  |                  |  |  |                                         |  |
| Camillo Colonna        |   | Vittoria Conti                         |                                      |  |  |       |  |  |                  |  |  |                                         |  |
|                        |   | Giovanni delli Monti, signore di Aieta | …                                    |  |  |       |  |  |                  |  |  |                                         |  |
|                        |   | Giovanni delli Monti, signore di Aieta | …                                    |  |  |       |  |  |                  |  |  |                                         |  |
|                        |   | Giovanni delli Monti, signore di Aieta | …                                    |  |  |       |  |  |                  |  |  |                                         |  |
| Margherita delli Monti |   | Giovanni delli Monti, signore di Aieta |                                      |  |  |       |  |  |                  |  |  |                                         |  |
|                        |   | N.N. Caracciolo                        | …                                    |  |  |       |  |  |                  |  |  |                                         |  |
|                        |   | N.N. Caracciolo                        | …                                    |  |  |       |  |  |                  |  |  |                                         |  |
|                        |   | N.N. Caracciolo                        | …                                    |  |  |       |  |  |                  |  |  |                                         |  |
| Marcantonio Colonna    |   | N.N. Caracciolo                        |                                      |  |  |       |  |  |                  |  |  |                                         |  |
|                        | … | …                                      |                                      |  |  |       |  |  |                  |  |  |                                         |  |
|                        | … | …                                      |                                      |  |  |       |  |  |                  |  |  |                                         |  |
|                        | … | …                                      |                                      |  |  |       |  |  |                  |  |  |                                         |  |
| Pierfrancesco Colonna  | … |                                        |                                      |  |  |       |  |  |                  |  |  |                                         |  |
|                        |   | …                                      | …                                    |  |  |       |  |  |                  |  |  |                                         |  |
|                        |   | …                                      | …                                    |  |  |       |  |  |                  |  |  |                                         |  |
|                        |   | …                                      | …                                    |  |  |       |  |  |                  |  |  |                                         |  |
| Vittoria Colonna       |   | …                                      |                                      |  |  |       |  |  |                  |  |  |                                         |  |
|                        |   | Fabrizio di Somma, barone di Miranda   | Giovanni di Somma, barone di Miranda |  |  |       |  |  |                  |  |  |                                         |  |
|                        |   | Fabrizio di Somma, barone di Miranda   | Giovanni di Somma, barone di Miranda |  |  |       |  |  |                  |  |  |                                         |  |
|                        |   | Fabrizio di Somma, barone di Miranda   | Antonella Caracciolo Rossi           |  |  |       |  |  |                  |  |  |                                         |  |
| Laura di Somma         |   | Fabrizio di Somma, barone di Miranda   |                                      |  |  |       |  |  |                  |  |  |                                         |  |
|                        |   | Paola Colonna                          | …                                    |  |  |       |  |  |                  |  |  |                                         |  |
|                        |   | Paola Colonna                          | …                                    |  |  |       |  |  |                  |  |  |                                         |  |
|                        |   | Paola Colonna                          | …                                    |  |  |       |  |  |                  |  |  |                                         |  |
|                        |   | Paola Colonna                          |                                      |  |  |       |  |  |                  |  |  |                                         |  |